# Lunac
 Lunac  (también así en occitano) es una población y comuna francesa, situada en la región de Mediodía-Pirineos, departamento de Aveyron, en el distrito de Villefranche-de-Rouergue y cantón de Najac.

## Demografía
| 623 | 579 | 526 | 530 | 456 | 462 |
| Para los censos de 1962 a 1999 la población legal corresponde a la población sin duplicidades (Fuente: INSEE [Consultar]) |     |     |     |     |     |